# Wiljo Wimmer
Wiljo Wimmer (* 4. Mai 1961 in Zons) ist ein deutscher Politiker (CDU) in Nordrhein-Westfalen.

## Biografie
Wimmer studierte nach Abitur und Wehrdienst ab 1981 Jura an der Universität Köln und ließ sich nach dem Zweiten Staatsexamen 1990 als Rechtsanwalt in Dormagen nieder.

## Politik
Wimmer trat 1987 in die CDU ein und gehörte in der Zeit von 1994 bis 2014 dem Rat der Stadt Dormagen an. Von 2000 bis 2014 war er dort Vorsitzender der CDU-Fraktion. Nachdem er zu den Kommunalwahlen 2014 nicht wieder angetreten war, wurde er im Juni 2014 in dieser Funktion von André Heryschek beerbt. Wimmer wurde 2010 für den Landtagswahlkreis Rhein-Kreis Neuss II direkt in den Landtag von Nordrhein-Westfalen gewählt. Nach der vorgezogenen Landtagswahl am 13. Mai 2012 musste er den Wahlkreis wieder an seinen SPD-Mitbewerber Rainer Thiel abgeben.